# McLaren MCL32
La McLaren MCL32 è una monoposto di Formula 1, costruita dalla casa inglese automobilistica McLaren per partecipare al Campionato mondiale di Formula 1 2017. È l'ultima monoposto della scuderia ad essere motorizzata dalla Honda.

## Livrea e nome

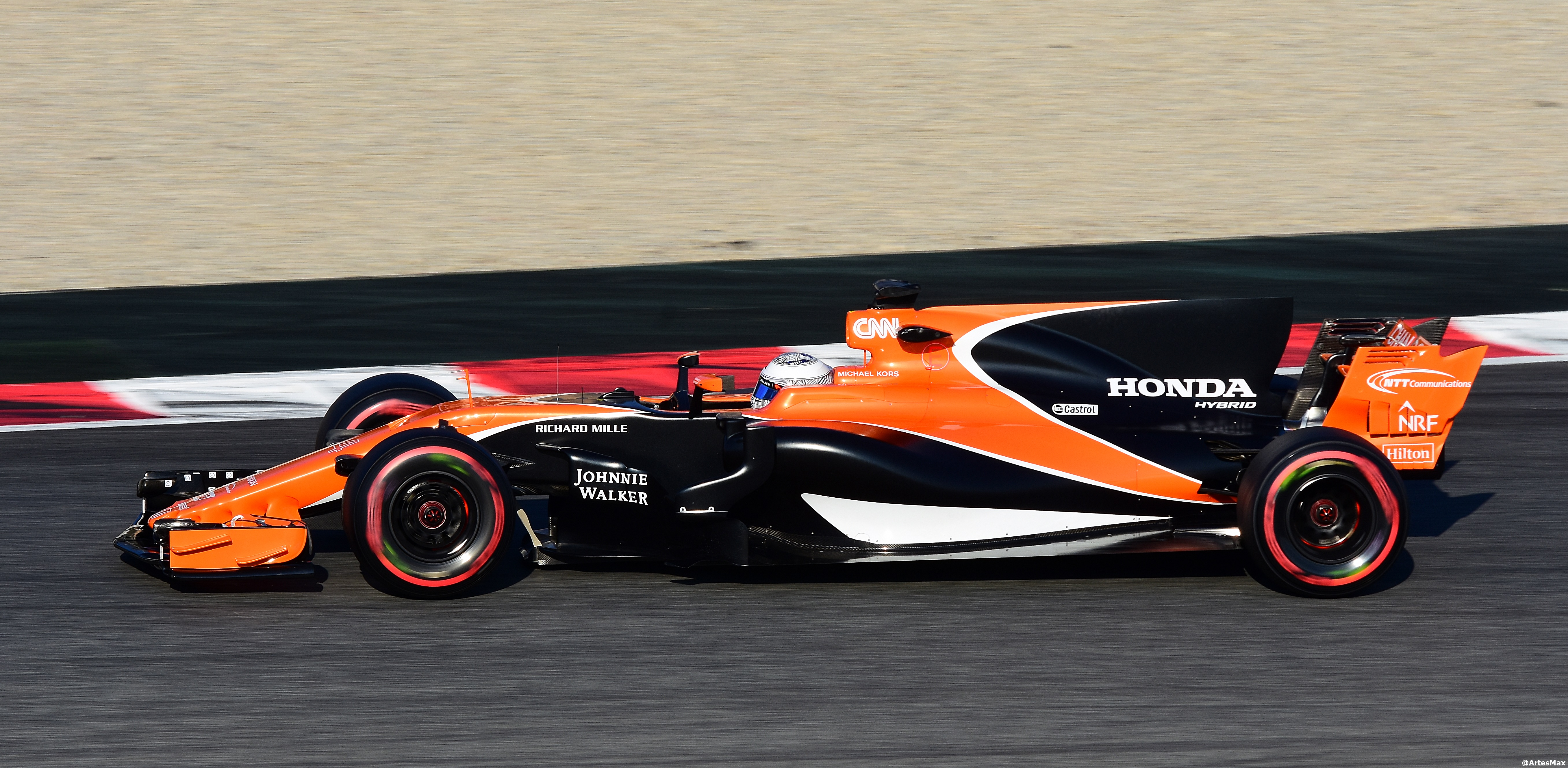
Vista laterale

Rispetto ai modelli precedenti, la MCL32 si caratterizza per il ritorno in uso del colore arancione (legato alla McLaren fin dal 1967), che connota l'avantreno, parte delle fiancate e l'alettone posteriore. Il resto della carrozzeria è nera; i due colori sono separati da sottili righe bianche. Come nel 2016, la vettura è priva di uno sponsor principale e larghe sezioni della carrozzeria non riportano adesivi con marchi commerciali.
Per la prima volta dai primi anni '80, la sigla MP4 non è contemplata nella denominazione della vettura: ciò si lega alla fine del rapporto con Ron Dennis, uscito dalla McLaren nel 2016. La monoposto adotta dunque l'inedito prefisso MCL, ma non rompe con la progressione numerica partita nel 1981.

## Piloti
| Piloti ufficiali       | Piloti ufficiali  | Piloti ufficiali |
| Nazione                | Nome              | Numero           |
| ---------------------- | ----------------- | ---------------- |
| Belgio (bandiera)      | Stoffel Vandoorne | 2                |
| Spagna (bandiera)      | Fernando Alonso   | 14               |
| Regno Unito (bandiera) | Jenson Button     | 22               |

## Carriera agonistica

### Stagione
La line-up piloti vede per il terzo anno consecutivo la conferma di Fernando Alonso mentre Stoffel Vandoorne viene promosso a pilota titolare; Jenson Button invece, ritirato dalla Formula 1 viene assunto come pilota di riserva, sostituendo Alonso, impegnato alla 500 miglia di Indianapolis, al Gran Premio di Monaco.
La scuderia compie un netto passo indietro rispetto alla sua antenata raggiungendo a stento la zona punti; il miglior piazzamento stagionale sarà il sesto posto di Alonso in Ungheria, condito dall'unico giro veloce raccolto dal team.
A fine stagione il bottino sarà di 30 punti guadagnati contro i 76 della passata stagione e con il nono posto nella classifica costruttori (3 di meno rispetto all'anno precedente).

## Risultati in Formula 1
| Anno | Team    | Motore       | Gomme | Piloti    |     |     |    |    |     |     |     |    |     |     |    |     |     |     |    |    |     |    |     |    | Punti | Pos. |
| ---- | ------- | ------------ | ----- | --------- | --- | --- | -- | -- | --- | --- | --- | -- | --- | --- | -- | --- | --- | --- | -- | -- | --- | -- | --- | -- | ----- | ---- |
| 2017 | McLaren | Honda RA617H | P     | Vandoorne | 13  | Rit | NP | 14 | Rit | Rit | 14  | 12 | 12  | 11  | 10 | 14  | Rit | 7   | 7  | 14 | 12  | 12 | Rit | 12 | 30    | 9º   |
| 2017 | McLaren | Honda RA617H | P     | Alonso    | Rit | Rit | 14 | NP | 12  |     | Rit | 9  | Rit | Rit | 6  | Rit | 17  | Rit | 11 | 11 | Rit | 10 | 8   | 9  | 30    | 9º   |
| 2017 | McLaren | Honda RA617H | P     | Button    |     |     |    |    |     | Rit |     |    |     |     |    |     |     |     |    |    |     |    |     |    | 30    | 9º   |